# Heroes of Might and Magic 3½: In the Wake of Gods
Heroes of Might and Magic 3.5 In the Wake of Gods (WoG) is een gratis uitbreidingspakket voor het spel Heroes of Might and Magic III: The Restoration of Erathia, gemaakt door fans van de Might and Magic serie.

## Ontwikkeling
De ontwikkeling van dit onofficiële uitbreidingspakket begon in februari 2001. Veel fans van de Might and Magic serie waren teleurgesteld over de in hun ogen slechte map editor (voor het zelf aanmaken van levels) die bij HoMM III werd geleverd. Zo ook de makers van WoG. Ze begonnen daarop hun eigen verbeteringen aan te brengen in de map editor. 
Toen ze daarna ook nog eens met ERM (Event Related Model) scripttaal kwamen en dit met de nieuwe map editor combineerden kreeg WoG langzaam vorm. ERM bood namelijk de mogelijkheid om de functie en het uiterlijk van standaard objecten in de levels te veranderen. Voorbeeld: een “kist” kon worden aangepast zodat er meer goud in zat dan normaal. Ook konden er complexere scripts worden geschreven om de complexiteit van voorwerpen te vergroten of de regels van het spel te veranderen. 
Met deze middelen tot hun beschikking begonnen de makers met het creëren van een compleet nieuw spel.

## Reacties
Veel fans vonden de nieuwe speelstijl die in  Heroes of Might and Magic IV werd geïntroduceerd maar niks. Het spel bracht veel veranderingen aan in de speelwijze van HoMM III. Daarom vonden veel spelers dat WoG, waarin de speelstijl onveranderd bleef, een veel beter vervolg was op HoMM III. Sommigen vinden WoG zelfs beter dan de meest recente HoMM spellen.

## Nieuwe elementen
WoG introduceerde een aantal nieuwe elementen in de HoMM spellen:
- Scripttaal voor Event Related Model (ERM) die je in staat stelt de functies van elk voorwerp op de kaart aan te passen.
- Nieuwe specialiteiten voor de helden.
- Nieuwe monsters
- Nieuwe unieke wezens
- Nieuwe voorwerpen
- Andere functies voor standaard objecten
- Nieuwe decoraties
- Ook legereenheden kunnen nu ervaring krijgen in plaats van alleen de held.
- In plaats van een lang gevecht aan te gaat kun je nu kiezen voor "Quick combat" en de computer het laten uitvechten